# Rebel (televizní stanice)
Rebel je česká hudební a rocková televizní stanice, Své vysílání spustila 9. září 2013. Stojí za ní ostravský hudebník a podnikatel Radim Pařízek, majitel společnosti Digital Broadcasting.

## Program
Jejím hlavním programem jsou hudební, především rockové klipy. Z pořadů vlastní tvorby vysílá Rock Speciál.

## Dostupnost
Stanice je volně dostupná v multiplexu 24, kabelové a IPTV televizi.